# Атон II (виконт Альби)

Происхождение Транкавелей согласно Кристиану Сеттипани

Атон II (Aton II d'Albi) (ок. 900 — после 942) — первый достоверно известный виконт Альби («Atto Albiæ vicecomes») (с ок. 937).
Сын Бернара — знатного дворянина Тулузского графства, упоминаемого в 918 г. Внук Атона I - основателя рода. Брат Бернара — епископа Альби в 951—966.
Жена — Диафрониза. Сеттипани предполагает, что она сестра некоего Стефана (ум. после 926) и Фротера — епископа Кагора, их родителями были Матфред и Эйтруда.
Дети:
- Сеген (ум. после 9 июля 972), виконт Альби
- Бернар II (ум. после 9 июля 972), виконт Альби и Нима.

Атон II умер до 956 года, когда виконтом Альби назван уже его сын Бернар.